# السلق (العدين)
السلق محلة تابعة لقرية براحة السفلي، التابعة لعزلة الجبلين بمديرية العدين إحدى مديريات محافظة إب في الجمهورية اليمنية.، بلغ تعداد سكانها 96 حسب تعداد اليمن لعام 2004.